# پیساراس
پیساراس یا پیهِرار یک روستا و منطقه شهرداری در جنوب آب‌سنگ حلقوی نامونوییتو در ناحیه اکسوریتود در ایالت چوک در کشور ایالات فدرال میکرونزی است.
{{Infobox settlement
|name=پیساراس|native_name=پیهِرار|native_name_lang=|motto=|image_skyline=Namonuito.png|map_alt=|image_caption=نقشه آب‌سنگ حلقوی نامونوییتو و منطقه‌های شهرداری درون آن|pushpin_map=Federated States of Micronesia|pushpin_label_position=|pushpin_map_alt=|pushpin_map_caption=|latd=8|latm=34|lats=11.28|latNS=N|longd=150|longm=25|longs=8.76|longEW=E

## جغرافیا
پیساراس در ۹۰۰ کیلومتر (۵۶۰ مایل) باختر پالیکیر قرار دارد. پیساراس شکلی تخت دارد و کشیدگی آن ۰٫۷ کیلومتر (۰٫۴۳ مایل) در امتداد شمالی-جنوبی و ۱٫۱ کیلومتر (۰٫۶۸ مایل) در امتداد خاوری-باختری است.